# Millport, Alabama
Millport là một thị trấn thuộc quận Lamar, tiểu bang Alabama, Hoa Kỳ. Dân số năm 2009 là 1003 người, mật độ đạt 70 người/km².